# 市西路街道
市西路街道，是中华人民共和国贵州省貴陽市云岩区一个已撤销的街道办事处。
2012年前，下辖：瑞金中路社区、海文社区、市西路社区、平安社区、新建路社区、商业街社区、浣沙路社区、桂月巷中路社区和乌金社区。2012年8月14日，贵阳市人民政府通知决定撤销49个街道办事处，设立90个社区服务中心。